# 民主兵工廠 (遊戲)
《民主兵工廠》（簡稱）是一款於2010年由Paradox Interactive發佈的大型戰略戰爭遊戲，由《鋼鐵雄心II》的遊戲愛好者組成的BL-Logic以《鋼鐵雄心II》遊戲引擎為基礎開發。遊戲背景設定在1936年至1947年之第二次世界大戰時期。此遊戲允許玩家控制多達175個國家，幾乎涵蓋了當時所有獨立政權。此遊戲是由BL-Logic開發，由Paradox Interactive發佈。此遊戲於2009年9月8日正式被宣佈，並於2010年2月23日發佈。
如同在戰略遊戲中的鋼鐵雄心系列，《民主兵工廠》允許玩家採取控制和處理幾乎任何第二次世界大戰和冷戰初期時代的民族國家，包括其政治、外交、間諜、經濟、軍事和技術方面的問題。

## 遊戲內容
玩家可以建造師，飛機編隊及海軍艦隻和艦隊，來組成集團軍和軍。玩家亦可以任命軍隊的指揮官和委任內閣去更好地管理，國家軍事指揮官和參謀的位置。玩家有最大的能力去選擇國家元首和政府；然而，此選項只適用於民主選舉，然後才通過，玩家在其中選擇贏家。玩家能發動政變、宣戰、合併國家和結盟。玩家亦可用橫桿改變其國家的社會和經濟型態，例如民主制度對獨裁制度，自由市場對計劃經濟。移動橫桿會衍生不同的獎賞或是懲罰， 並為自己國家利益於範圍內進行戰略選擇。 玩家可以自由控制技術研究。 在全球範圍內，控制各地國家的玩家可以同時互動與貿易。遊戲可以於任何時間點暫停，給予你足夠思考下一步戰略。

### 從《鋼鐵雄心II》的演變
《民主兵工廠》其遊戲內部架構仍保有原作《鋼鐵雄心II》的風格與外觀，但有修正並新增遊戲系統。這些修正的最終目的是避免遊戲系統過於繁雜，使玩家更容易上手，並重新撰寫AI架構，使遊戲更符合歷史，增加遊戲耐玩度與挑戰性。這些變化可以從遊戲的經濟、生產、戰鬥、與歷史事件等相關系統中發現。
遊戲大幅修正圖形與用戶介面。遊戲研發者修正間諜、貿易與通知訊息系統，並支援遊戲視窗化與修改螢幕解析度。遊戲對生產於經濟系統給予玩家更多的選擇，並活化了AI系統，使得遊戲比起原作《鋼鐵雄心II》更具有競爭性。在作戰系統中，新增軍事單位人力裁減，並強化軍事單位作戰時所造成的損失。
這些新的改變使的《民主兵工廠》的AI系統，給予眾多玩家全新的挑戰。這些新的改變包含全新的遊戲系統、後勤、國家理念，其架構類似於歐陸風雲系列，廣大的科研技術系統與附帶四個戰役。雖然這只是些少許的修正，但已經比Paradox Interactive所研發的遊戲更容易上手。

### 新劇本
以下為《民主兵工廠》新增加的遊戲戰役劇本：

北韓統一朝鮮半島

- 克什米爾戰爭：1947年，巴基斯坦與印度為喀什米爾小小邦國的主權進行一場領土爭奪戰。喀什米爾的主權爭議可能會因戰爭而結束。
- 第一次以阿戰爭：1948年，以色列在巴勒斯坦獨立建國，觸動了周遭阿拉伯國家的聖地奪取戰。而猶太人復國的希望則可能因阿拉伯國家的聯合攻勢而受挫。
- 韓戰：1950年，北朝鲜在蘇聯與中共的支持下，穿越北緯38度線南北韓國界，對南韓無預警大舉進攻。而駐守於日本廣島的美軍與麥克阿瑟將軍就需要設法對付這一波共產黨的聯合侵略。
- 蘇伊士運河危機：1956年，埃及無預警將蘇伊士運河收歸國有化，使得英法兩國與以色列共同展開一場運河爭奪戰。

## 開發
《民主兵工廠》在2009年9月8日在首次發佈Paradox Interactive的官方論壇。這是由獨立開發者經Paradox Interactive允許根據《鋼鐵雄心II》開發，並採用Europa Engine進行遊戲開發。

## 反響
《民主兵工廠》推出後獲得的評價不錯。Metacritic的Absolute Games給予此遊戲82/100分，並指出「只有最鐵桿的支持者才懂得欣賞《民主兵工廠》對《鋼鐵雄心II》的所有更改和改進。Indie DB得出此遊戲的分數為7.6/10分，並稱讚此遊戲是鋼鐵雄心系列中最好的遊戲。而The Third Schism則得出此遊戲的分數為9/10分，並指出「我可以不停地玩這個遊戲」。Aeropause給予此遊戲4/5分，並指出「Paradox Interactive提供玩家一個偉大且深層次的戰略遊戲」。而SteamCritic則給予此遊戲55/100分，並批評此遊戲只是一個供《鋼鐵雄心II》玩家製作改裝模組的平台，而非一個遊戲。

## 外部連結
- 《民主兵工廠》1.05更新訊息與更新內容 （页面存档备份，存于）（英文）
- BL-Logic的《民主兵工廠》官方網頁（英文）
- Paradox Plaza《民主兵工廠》遊戲介紹 （页面存档备份，存于）（英文）
- 《民主兵工廠》官方討論區 （页面存档备份，存于）（英文）
- 《民主兵工廠》Facebook（英文）
- 《民主兵工廠》官方部落格（英文）